# 反町公園
反町公園（たんまちこうえん）は、神奈川県横浜市神奈川区反町にある都市公園（近隣公園）。

## 概要
東急東横線反町駅から東に300メートルほど離れたビル街の中にある。これといった遊具はないため人は少ないが、昼間は近隣住民の憩いの場所になっている。JR線の東神奈川駅 - 横浜駅間および京急本線の京急東神奈川駅 - 神奈川駅間において車窓からも見ることができる。
横浜市が2021年に当公園の魅力向上を目的としたサウンディング型市場調査を実施したが、2023年1月にPark-PFIなどの公募型事業の実施は見送られている。

## 歴史
- 江戸時代 - 神奈川宿として栄える。
- 昭和初期 - この時期すでに付近一帯が遊廓（青木町遊郭）となっていた[2]。
- 1945年5月 - 横浜大空襲により遊廓が焼失[2]。戦後、占領軍により接収される[3]。
- 1949年 - 神奈川県と横浜市共催の日本貿易博覧会が第一会場（野毛山会場）と第二会場（神奈川会場）の2か所で開催され、神奈川会場として使用される。会期は3月15日から6月15日まで[2][4][5]。会期中は東横線の新太田町駅跡地に博覧会場前駅が開設された。閉会後は演芸館が神奈川スケートリンクに、その他のパビリオンが横浜市役所市庁舎 (6代目) となり、約10年にわたって市の中心となる[6]。
- 1959年 - 関内に市庁舎が移転[6]。
- 1963年 - 市庁舎跡地に反町公園が開設される[7]。開園式は1963年3月27日[8]。ジェットコースター[9][10]、釣堀、バッティングセンター[11]、ローラースケートリンク[12]、プール、ゴーカート場などが設置された時期もあり、公園というより遊園地に近いものであった[13]。しかし、隣接する神奈川スケートリンクを除いて徐々に撤去されてゆき、現在の公園となった。
- 2007年10月7日 - 神奈川区制80周年を記念した地域祭りが開催された[14][15]。

## イベント
- 5月 - こいのぼり
- 7月 - 中央・西部地域盆踊り
- 10月 - 神奈川区民まつり

## 周辺
- 神奈川区役所（神奈川区総合庁舎） - 北側に隣接。
- 神奈川消防署 - 北側に隣接。
- 横浜銀行アイスアリーナ - 東側に隣接。
- 本覚寺 - 第二京浜沿いに南西に徒歩5分。横浜開港時のアメリカ領事館として使用された[16]。
- 慶運寺 - JRと京急の線路を挟んで徒歩3分。横浜開港時のフランス領事館として使用された[17]。浦島太郎ゆかりの地でもある。
- 遊歩道 - 滝の川せせらぎ緑道、東横フラワー緑道などの遊歩道があり、市の散策コースのひとつとなっている[18][19][20]。
- 学校法人大原学園 横浜校（専門学校） - 1･3号館が西側に隣接。また毎年9月〜10月上旬頃は専門課程在籍の生徒が放課後を中心に、本公園で学校行事の練習を行っていることがある。

## 交通
- 鉄道
  - 東急東横線反町駅より徒歩3分
  - 京浜東北線東神奈川駅より徒歩5分
  - 京急本線京急東神奈川駅より徒歩7分
  - 京急本線神奈川駅より徒歩7分
  - 横浜駅より徒歩18分
- バス
  - 横浜市営バス「二ツ谷町」バス停より徒歩0分